# Muskatdruvor

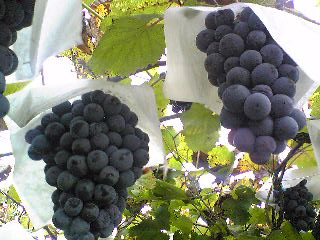

Denna artikel behandlar vindruvan. För staden i Oman, se Muskat.
Muskatdruvor är en familj av vindruvor som odlas både för vin, russin och för att ätas direkt. Muskatdruvor odlas i ett stort antal länder, och det förekommer såväl gröna som blå muskatdruvor. Viner på muskatdruvor kan vara allt från torra vita bordsviner till mycket söta starkviner. Tunga, söta viner från Spanien eller södra Italien gjorda på muskatdruvor kallas muskatell eller muskatvin.
Några kända druvor i Muscatfamiljen som används för vinframställning är:
- Muscat (Blanc) à Petit Grains, som brukar betraktas som den ädlaste och mest karaktärfulla muskatdruvan, och som i likhet med vad dess namn antyder har små, runda druvor. Trots namnet ("vit") förekommer denna druvsort i varianter med olika färg. Detta är den enda druvsorten i det söta starkvinet Muscat de Beaumes de Venise från södra Rhône, i grekiska viner från Samos, och används i lätta, söta mousserande viner i Italien, såsom Moscato d'Asti. Det land som odlar mest av denna druva är Italien (14 000 hektar) följt av Frankrike (7 500 hektar).[2] Denna druva har ca. 300 synonymer och på Balkan kallas den för Tamjanika. Det är många som gör anspråk på denna druva, men det förefaller som den kommer från hela medelhavet och har odlats i länderna kring Adriatiska havet och Medelhavet i mycket lång tid.[3] I Frankrike görs både torr Muscat d'Alsace och söta viner från denna druva och den används allt mer i Languedoc till torra viner.[2]
- Muscat de Alexandrie, med större, ovala druvor, som betraktas som en enklare druvsort men är även den rätt karaktärsfull och aromatisk. Ingår exempelvis i Portugals Moscatel de Setúbal. Druvsorten används även som russin.
- Muscat Ottonel har blekare färg och mer diskret karaktär än de två ovanstående druvsorterna. Utnyttjas bland annat i Alsaceviner betecknade med Muscat, normald blandat med den mer karaktärsfulla Muscat Blanc à Petit Grains.
- Muscat Hamburg, eller Svart Muscat, odlas bl.a. i Serbien. Kanske har denna druva sitt ursprung i England.[4]

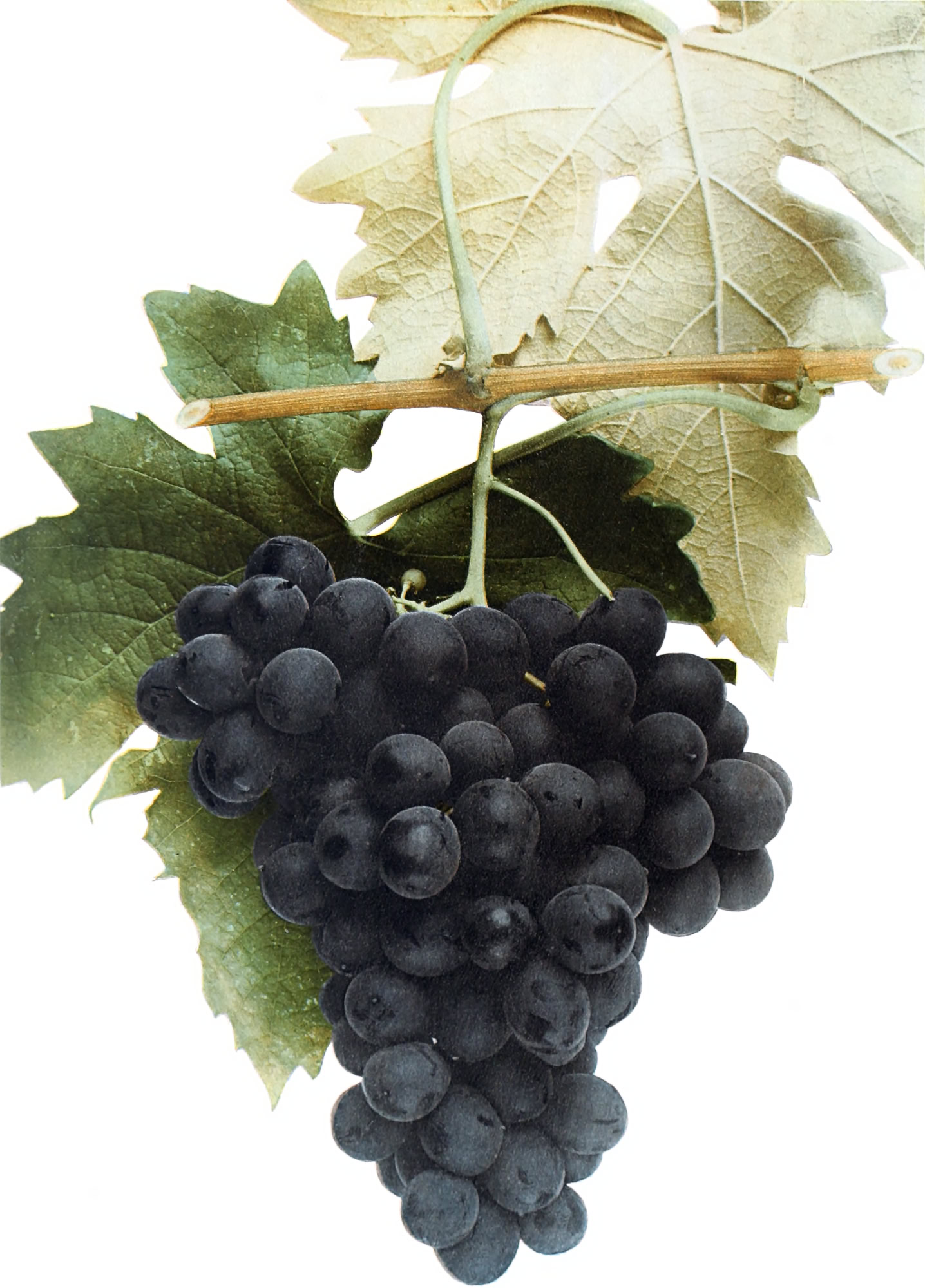
Muscat Hamburg
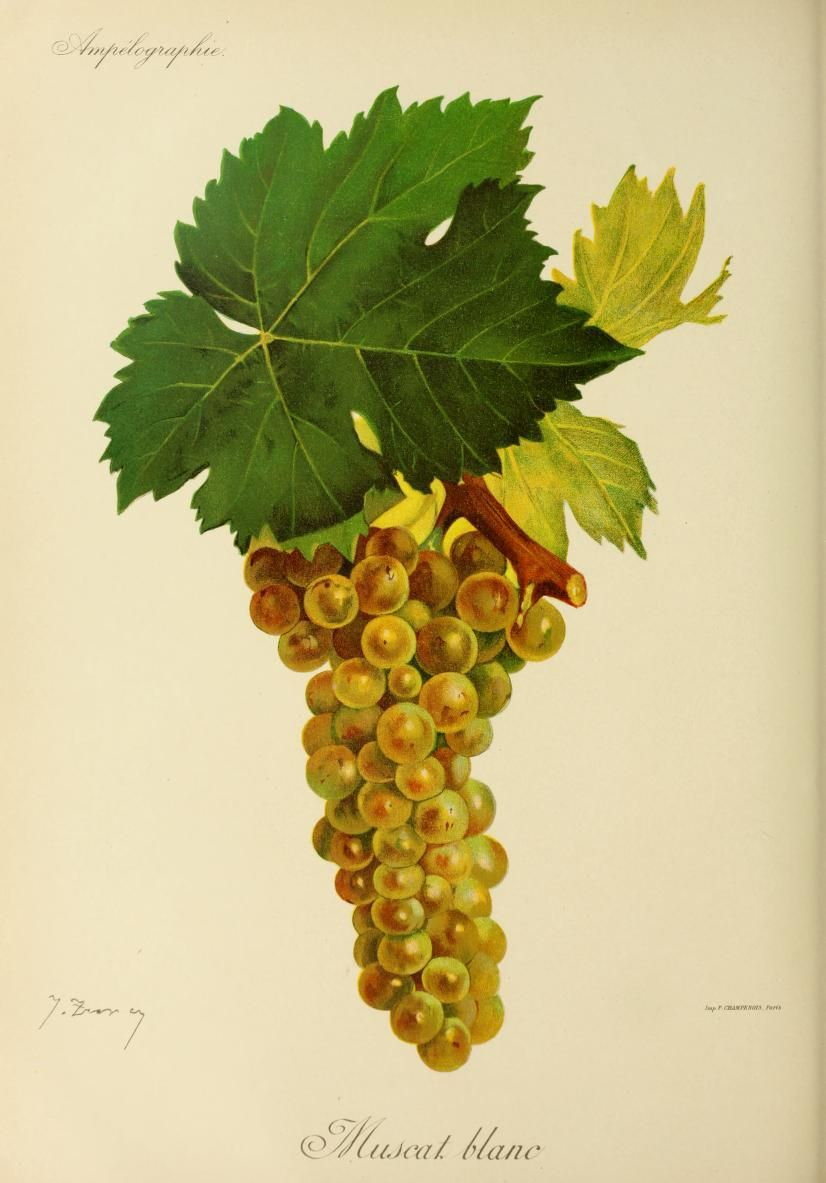
Muscat blanc
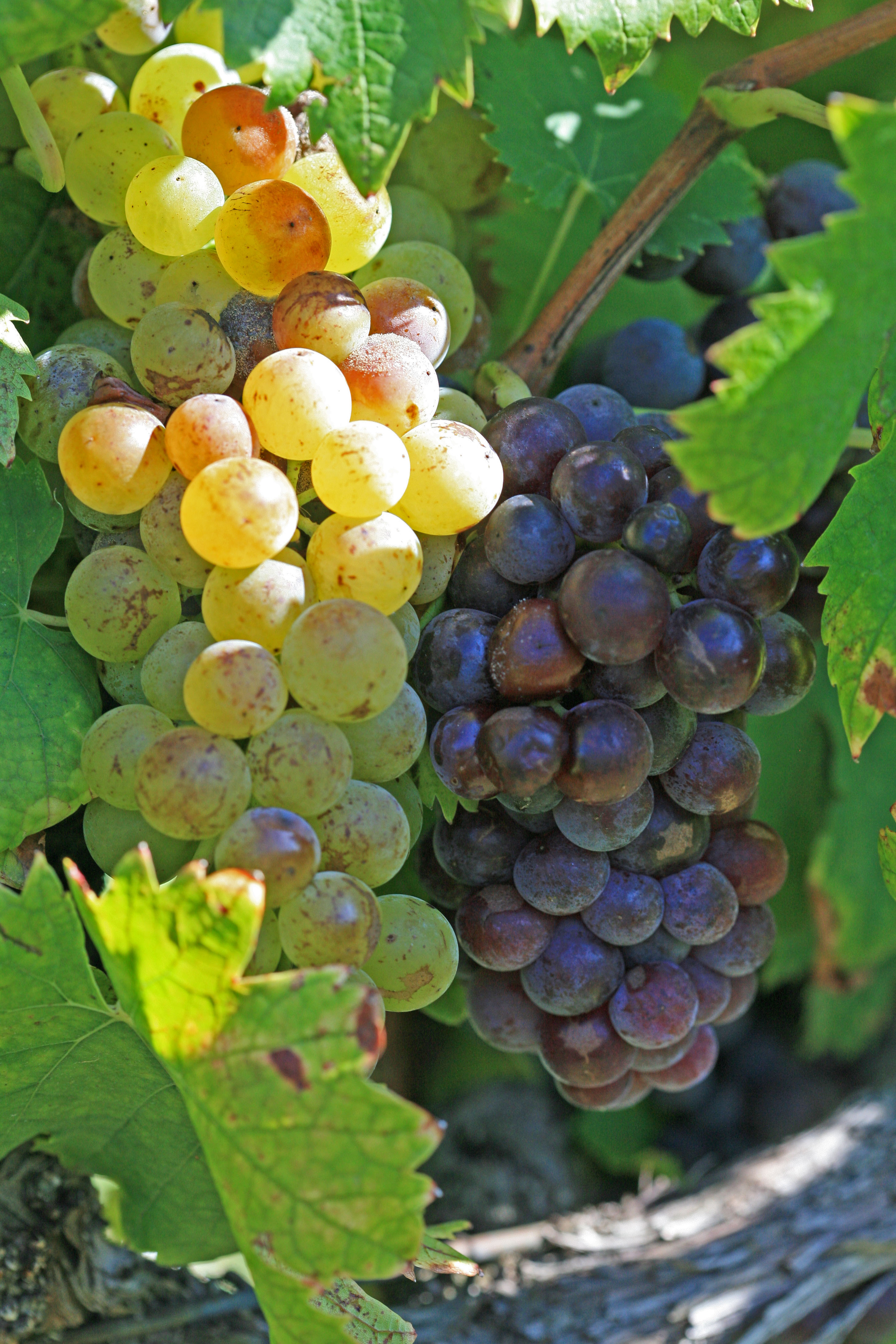
Vit Muscat (blanc) och Svart Muscat